# ALFA 40/60 HP
El ALFA 40/60 HP es un automóvil de carretera y de carreras producido por el fabricante de automóviles italiano ALFA (que luego se convertiría en Alfa Romeo). Producido entre 1913 y 1922, fue diseñado por Giuseppe Merosi, al igual que todos los demás Alfa de aquella época. El 40/60 HP tenía un motor de 4 cilindros en línea de 6082 cc con válvulas en la culata, que producía 70 HP (71,0 CV) y su velocidad máxima era de 125 km/h (77,7 mph). El modelo de carreras, el 40-60 HP Corsa, rendía 73 HP (74,0 CV) y alcanzaba una velocidad máxima de 137 km/h (85,1 mph), adjudicándose el título de su categoría en la carrera Parma-Berceto.

## Historia

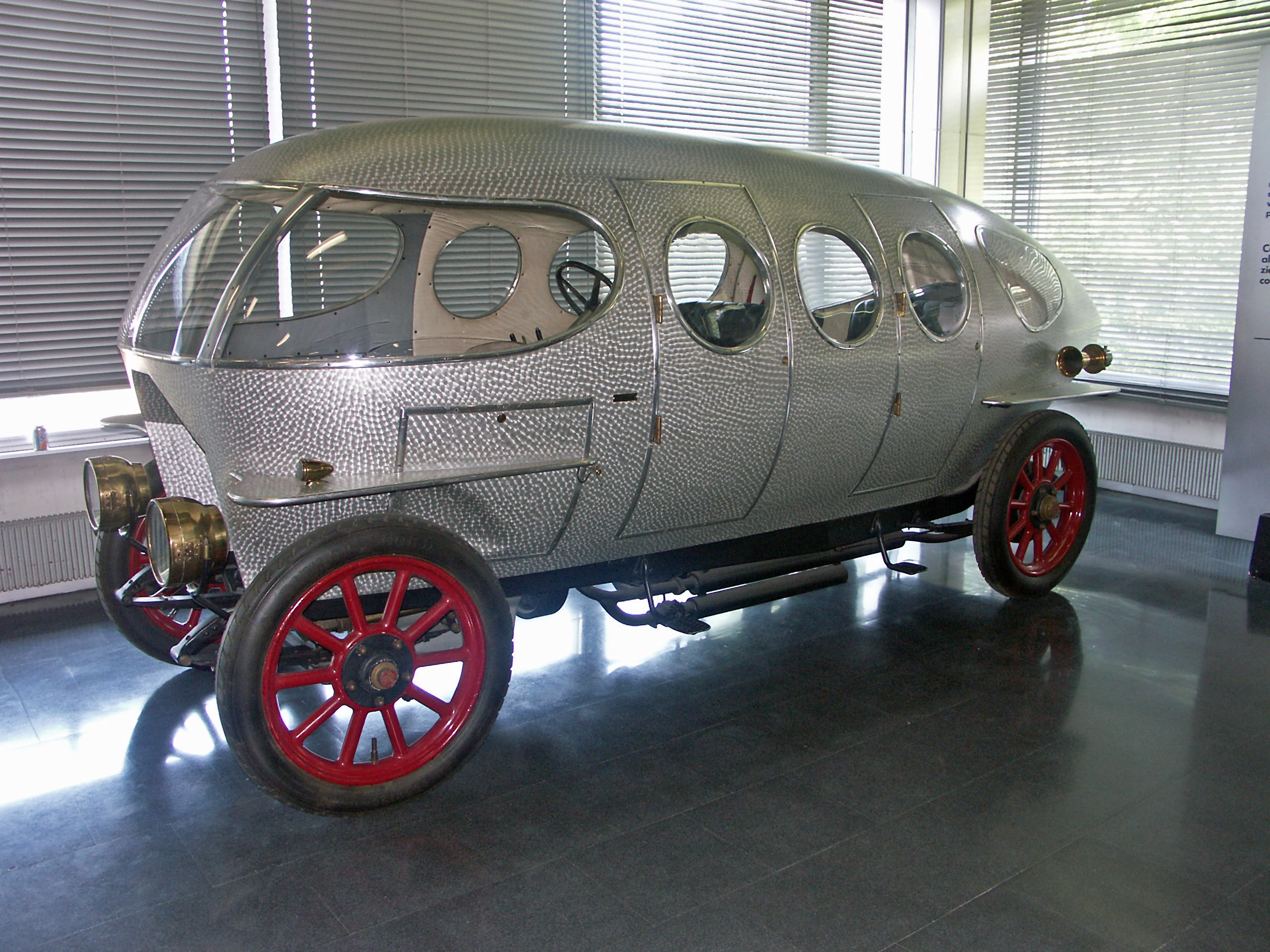
Prototipo aerodinámico del ALFA 40-60 HP, diseñado por Castagna

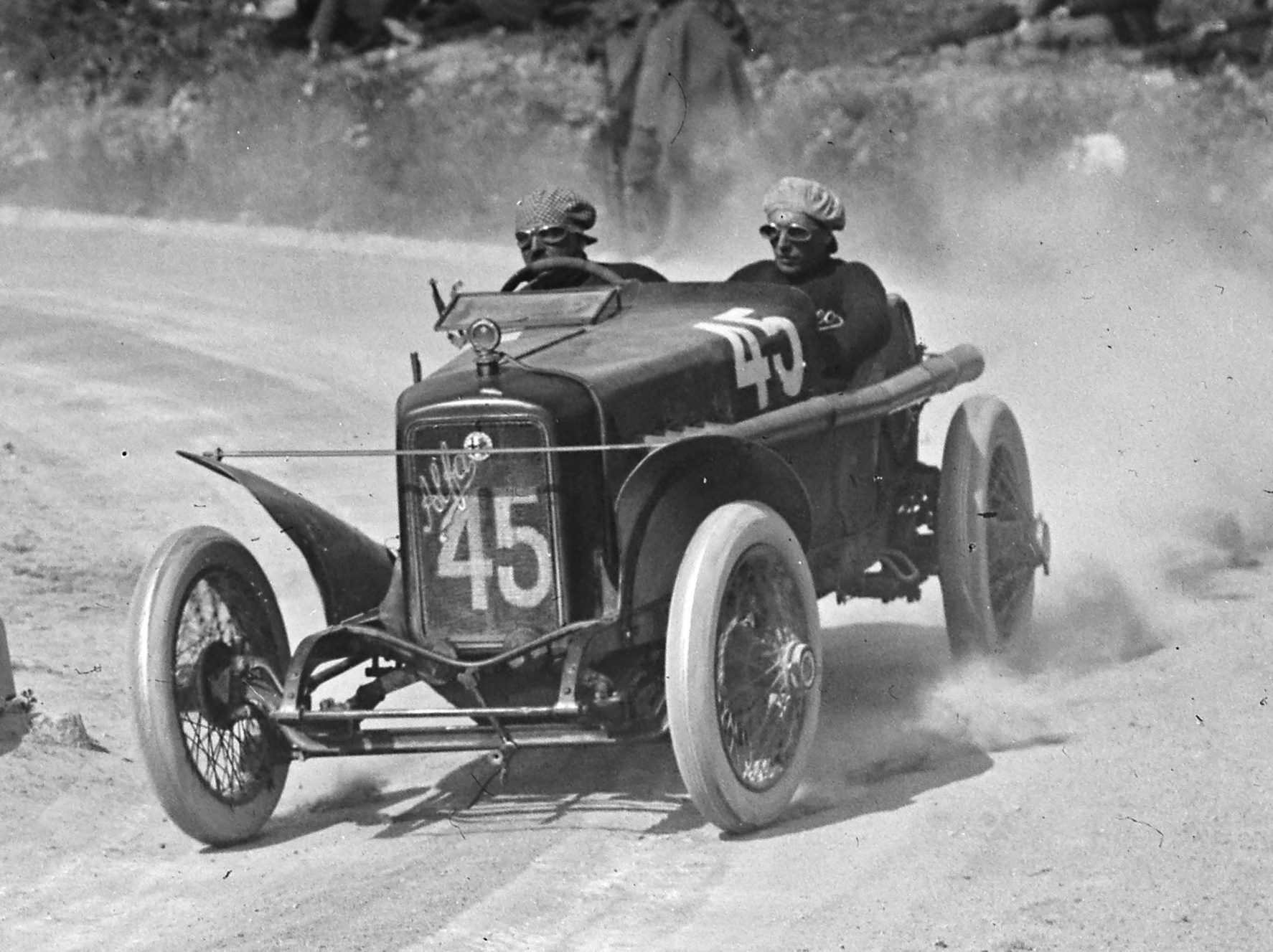
Giuseppe Campari en su Alfa Romeo 40-60 HP en la Targa Florio de 1922

En 1914, el conde de Milán Marco Ricotti encargó a Carrozzeria Castagna el ALFA 40/60 HP Aerodinamica (también conocido como Siluro Ricotti), un modelo prototipo que podía llegar a los 139 km/h (86,4 mph) de velocidad máxima. Se creó una réplica de ese automóvil en la década de 1970, y ahora se muestra en el Museo Histórico de Alfa Romeo.

La producción y el desarrollo del 40/60 HP fueron interrumpidos por la Primera Guerra Mundial, pero se reanudaron poco después. El 40-60 HP Corsa pasó a rendir 82 HP (83,1 CV), y alcanzaba una velocidad máxima de alrededor de 150 km/h (93,2 mph). Giuseppe Campari ganó las carreras de 1920 y 1921 en Mugello con este coche.

## Especificaciones
El 40-60 HP estaba basado en un bastidor de escalera, fabricado mediante perfiles de acero estampado en forma de C.
Su motor de cuatro cilindros en línea y válvulas en cabeza desplazaba 371 plg³ (con un diámetro y carrera de 100x160 mm, y una relación de compresión 4,35: 1), alimentado por un solo carburador vertical. El bloque del motor y la culata se dividieron en dos grupos de dos cilindros y se fabricaron en hierro fundido; el cárter era de fundición de aluminio, incorporando los cuatro soportes del motor. Los dos árboles de levas en el bloque eran impulsados por un tren de engranajes ubicado en la parte delantera del motor.
La línea de transmisión estaba compuesta por un embrague de placas múltiples en seco, una caja de cambios de cuatro velocidades y un eje de transmisión de una pieza, que giraba dentro de un tubo unido a la carcasa del diferencial trasero. En su extremo abierto, hacia la caja de cambios, este tubo se bifurcaba en dos extremos que, unidos al chasis, fijaban el eje trasero. La caja de cambios se colocó hacia la parte central del chasis, casi debajo del conductor, en lugar de en bloque con el motor, al que estaba conectado por un eje corto mediante un engranaje helicoidal. Los ejes de viga delantero y trasero estaban suspendidos sobre ballestas semielípticas longitudinales. Disponía de frenos de tambor en las ruedas traseras, con control manual y de pedal. Las ruedas eran del tipo Sankey de acero prensado, unas dimensiones de 5,5x19".

### 40-60 HP tipo corsa
El tipo corsa tenía una batalla acortada de 2950 mm (116,1 plg), en lugar de los 3200 mm (126 plg) del automóvil de carretera. Pesaba 1100 kg (2425 lb), frente a los 1250 kg (2756 lb) de la versión de carretera.
El motor, preparado para las carreras, estaba equipado con dos carburadores y tenía una relación de compresión de 5,50:1. Rendía 73 HP (74,0 CV) a 2000 rpm. Después de la Primera Guerra Mundial, para las carreras de 1920-22 se elevó a 82 HP (83,1 CV) a 2400 rpm. Alcanzaba una velocidad máxima de 150 km/h (93 mph). La relación de compresión del motor era de 18/49 en lugar de la normal de 17/49.
Las llantas de acero Sankey se sustituyeron por ruedas de radios de imitación de 6.0x20".
La capacidad del tanque de combustible se amplió de 70 L (18,5 galAm) estándar a 120 L (31,7 galAm).